# Storia di Papirio
Storia di Papirio è un dipinto di Domenico Beccafumi. Eseguito verso la metà degli anni venti del cinquecento, è conservato nella National Gallery di Londra.

## Descrizione
Il soggetto del dipinto è stato identificato nella storia di Papirio, un ragazzo portato dal padre in Senato sotto giuramento di non svelare a nessuno il contenuto del dibattito. Tornato a casa, fu interrogato dalla madre (scena in secondo piano sulla sinistra), alla quale raccontò che i patres avevano discusso se fosse meglio concedere agli uomini la possibilità di avere due mogli o alle donne di avere due mariti. 
Ella condusse allora il giorno successivo le donne romane presso il Senato al fine di ottenere che la possibilità venisse data alle donne; essendo rimasti i senatori attoniti alla stranezza della richiesta, intervenne Papirio a svelare il retroscena (scena al centro).
Il soggetto classico era molto usato nel periodo rinascimentale per la decorazione di ambienti domestici; l'ambientazione romana è resa riconoscibile dalla presenza del Colosseo e del Castel Sant'Angelo.